# Jean-Baptiste Gahamanyi
Jean-Baptiste Gahamagni (1920, royaume du Rwanda - 19 juin 1999, Butare, Rwanda) est un prélat catholique, premier évêque de Butare du 11 septembre 1961 au 19 juin 1999.

## Biographie
Jean-Baptiste Gahamagni est ordonné prêtre le 15 août 1951.
Le 11 septembre 1961, le pape Jean XXIII établit le diocèse d'Astrida et nomme Jean-Baptiste Gahamagni son premier évêque. Le 6 janvier 1962, Jean-Baptiste Gahamagni est ordonné évêque par l'archevêque de Kabgayi, André Perraudin, accompagné de l'évêque de Goma, Jose Mikararanga Busimba, et de l'évêque de Ngozi, André Makarakiza.
Il participe aux sessions I, II, III et IV du Concile Vatican II.
Le 12 novembre 1963, le diocèse d'Astrida est rebaptisé diocèse de Butare et Jean-Baptiste Gahamagni porte dorénavant le titre d'évêque de Butare.
Le 2 janvier 1997, il démissionne.
Jean-Baptiste Gahamagni meurt le 19 juin 1999 dans la ville de Butare.